# Nessa (geslacht)
Nessa is een geslacht van rechtvleugeligen uit de familie krekels (Gryllidae). De wetenschappelijke naam van dit geslacht is voor het eerst geldig gepubliceerd in 1869 door Francis Walker.

## Soorten
Het geslacht Nessa omvat de volgende soorten:
- Nessa linearis Walker, 1869
- Nessa serrana de Mello, 1990
- Nessa vectis Rehn, 1920